# HD 73534
HD 73534 — звезда в созвездии Рака на расстоянии около 316 световых лет от нас. Вокруг звезды обращается, как минимум, одна планета.

## Характеристики
Звезда относится к классу жёлтых субгигантов. По диаметру и массе она превосходит Солнце в 2,39 и 1,23 раз соответственно и в 3 раза ярче него. Температура поверхности значительно холоднее солнечной — около 5041 кельвинов, что характерно для звёзд данного класса. HD 73534 довольно старая звезда, её возраст оценивается приблизительно в 5,2—7,2 миллиардов лет.

## Планетная система
С помощью телескопов обсерватории Keck в 2009 году группой астрономов в данной системе была обнаружена планета-гигант HD 73534 b. По массе она сравнима с Юпитером и обращается на расстоянии 3,15 а. е. от родительской звезды. Год на ней длится около 1800 суток.